# Villenensemble der Familie Wilkens
Das Villenensemble der Familie Wilkens im Stadtteil Bremen-Hemelingen, Hemelinger Bahnhofstraße 29 und Godehardstraße 4, stammt aus dem 19. Jahrhundert.
Die Gebäude werden aktuell (2023) durch Dienstleister bzw. als Bürgerhaus genutzt.
Die Gebäude stehen seit 2022 unter Bremischem Denkmalschutz.

## Geschichte
1859 wurde die Silberwarenfabrik M. H. Wilkens & Söhne gegründet, die sich vom handwerklichen Familienbetrieb zu einem industriellen Großbetrieb entwickelte.
Der Kaufmann Arnold Renner hatte um 1840 an der Hemelinger Bahnhofsstraße 29 die zweigeschossige verputzte klassizistische stadtteilprägende Villa mit Walmdach, zwei Giebelrisaliten und südlichen Anbauten erbaut. Die Familie Wilkens erwarb 1869 diese Villa, in der zunächst Friedrich Wilhelm Wilkens (1823–1895), Sohn des Firmengründers Martin Heinrich Wilkens (1782–1869) und später sein Sohn bis 1966 (†) und seine Familie wohnten.
Die Stadt Bremen erwarb nach 1980 das Gebäude und den Park. Aktuell waren und/oder sind hier nach Umbauten ein Restaurant sowie soziale und kulturelle Dienstleister tätig.

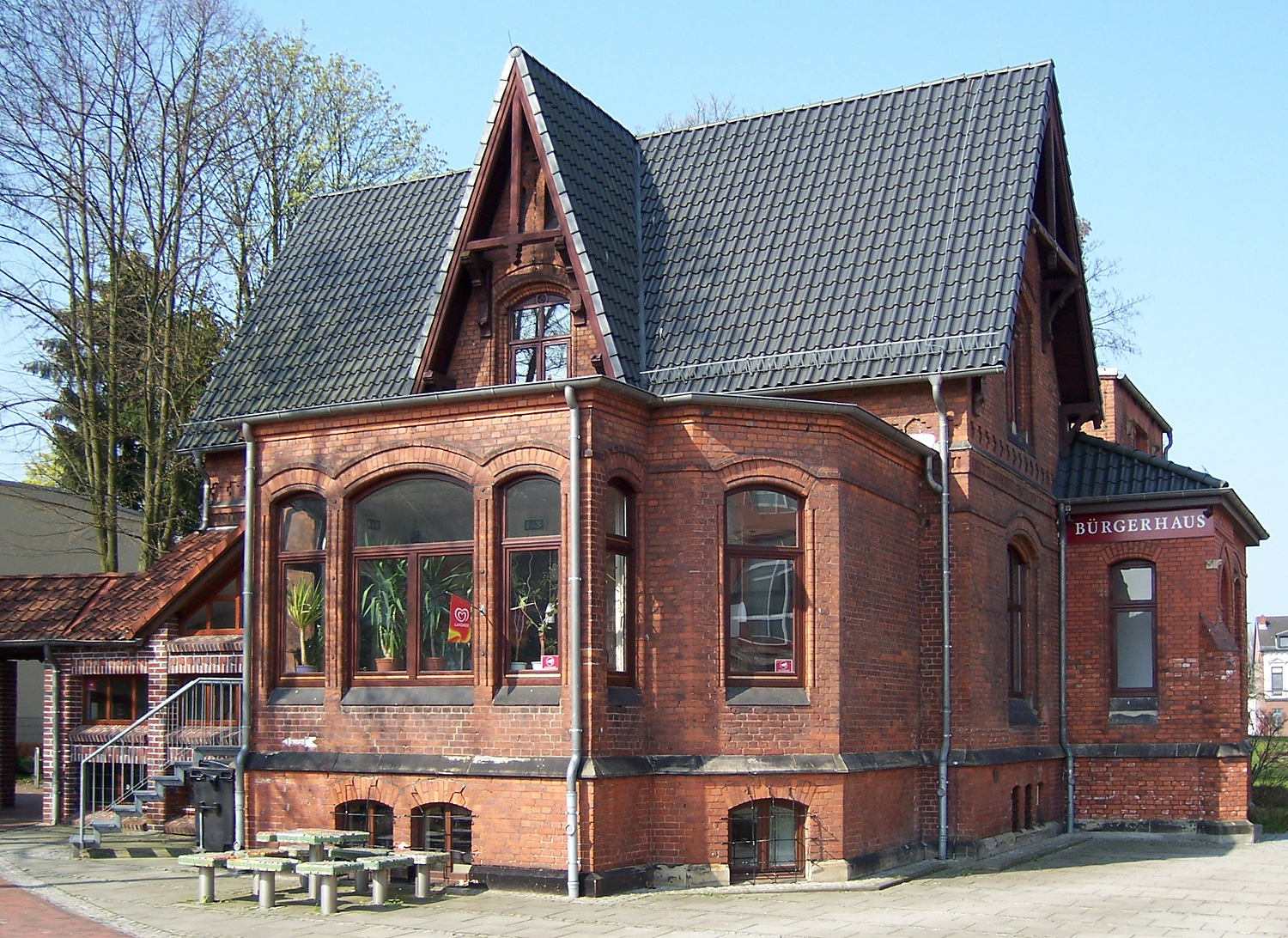
Wohnhaus Wilkens, jetzt Bürgerhaus Hemelingen

Auf dem Nachbargrundstück Godehardstraße 4 entstand bis 1876 das eingeschossige giebelständige verklinkerte historisierende Wohnhaus mit Satteldach, traufseitigen und seitlichen Anbauten sowie Dachhaus mit steilem Giebel für Heinrich Wilkens (1850–1912, Sohn von Carl Philipp Wilkens).
Das Haus diente später von 1946 bis 1978 als Polizeirevier 1.
Bis 1984 wurde es durch das Hochbauamt Bremen umgebaut zum Bürgerhaus Hemelingen und durch einen späteren Neubau ergänzt. Durch den Bau des Hemelinger Tunnels mussten um 2000 Bauschäden saniert werden.
Eine verbindende Grünanlage ist der heutige öffentliche Wilkens-Park.
Das Landesamt für Denkmalpflege Bremen befand: „… Beide Wohnbauten besitzen aufgrund ihrer jeweiligen zeittypischen, qualitätvollen Gestaltung einen baukünstlerischen Wert und eine ortsbildprägende Wirkung. … “